# بنتینگ (دهانه)

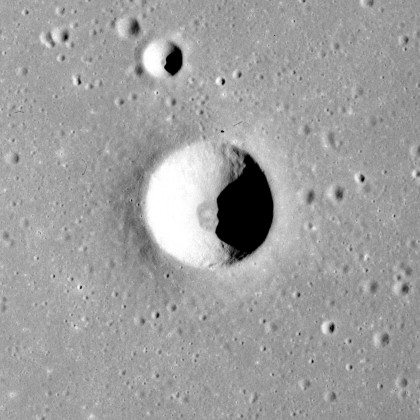
تصویری از یک حفره، نتیجه برخورد شهابسنگ بر روی سطح ماه

بنتینگ یک دهانه برخوردی در ماه است.